# Uniflex
UniFLEX es un sistema operativo de tipo Unix desarrollado por Technical Systems Consultants (TSC) para la familia Motorola 6809 que soporta multitarea y multiproceso. Fue lanzado para los diskettes DMA-8, un tipo de memoria extendida en el hardware para los ordenadores basados en Motorola 6809. Algunos ejemplos se incluyen en las máquinas SWTPC y GIMIX. En las máquinas SWTPC también dio soporte a discos duros de 20 MB 14". Más tarde apoyó unidades mayores a 14" (hasta 80 MB), unidades de disco duro y disquetes de 5-1/4".
Debido a las limitaciones del hardware, el espacio de la memoria principal para el núcleo UniFLEX tenía que ser menor de 56 kB (código + datos). Esto se logró escribiendo el núcleo completamente en lenguaje ensamblador y eliminando una de las características de los sistemas Unix: los permisos de grupos para los archivos. Por lo demás, UniFLEX era muy similar a Unix 7 aunque algunos nombres de comandos fueron ligeramente renombrados. En principio estos cambios se realizaron sin ninguna razón técnica, pero se consiguió un importante grado de "Unix Look & Feel", aunque debido a las limitaciones de memoria del intérprete de la línea de comandos (o shell) era menos potente que el Shell Bourne de Unix 7.
TSC nunca incluyó un compilador de C con UniFLEX para el Motorola 6809, aunque desarrollaron uno. Ya en la década de 1980 hubo una implementación del lenguaje C disponible (el "compilador McCosh"). Este compilador, usado como si de un compilador de C se tratase, podía establecer una fuente de compatibilidad con Unix 7, es decir, muchas de las herramientas y aplicaciones de Unix 7 podían portarse a UniFLEX (pero solo si el tamaño lo permtía; una máquina Unix en una PDP-11 limitaba los ejecutables a 64 kB de código y a 64 kB de datos, mientras que UniFLEX limitaba la suma de código y datos a 56 kB).
A mediados de 1980 se anunció una versión para el Motorola 68000. A pesar de que se eliminaron las restricciones de memoria, no fue un éxito comercial debido a que tuvo que competir con adaptaciones de Unix basadas en el código fuente original de Unix.
El código fuente y software de soporte para UNIFLEX está disponible en Internet. Puedes encontrarlo en The Missing 6809 UniFLEX Archive.